# Liberty Ross
Liberty Lettice Lark Ross, född 23 september 1978 i London, är en brittisk fotomodell. Hon har bland annat synts i tidningar som Vogue, Harper's Bazaar, i-D, och Dazed & Confused, samt medverkat som skådespelerska i filmer som W.E. och Snow White and the Huntsman. Hon är syster till musikkompositörerna Atticus och Leopold Ross.
Ross var mellan åren 2002 och 2014 gift med filmregissören Rupert Sanders, med vilken hon har två barn (en dotter och en son). Sedan 2016 är hon istället gift med skivproducenten Jimmy Iovine (född 1953), som hon började dejta under år 2014.

## Filmografi (i urval)

### Filmer
- 2011 – W.E.
- 2012 – Snow White and the Huntsman